# Toyota Luanda
Toyota Luanda – angolski klub futsalowy z siedzibą w mieście Luanda, obecnie występuje w najwyższej klasie Angoli. W 2007 występował w World Intercontinental Futsal Cup.

## Sukcesy
- Mistrzostwo Angoli (4): 2006, 2007, 2008, 2009[2]